# 豊田通商ペトロリアム プライベート リミテッド
豊田通商ペトロリアム プライベートリミテッド（英: Toyota Tsusho Petroleum Pte. Ltd. ）は、シンガポールに本社機能を置き、東京都港区港南2丁目に東京支社を構える豊田通商グループの船舶用燃料専門商社。
2008年にはシンガポール政府発行のライセンスを取得し、日系企業唯一の自社バージ（燃料補給専用タンカー）による洋上給油事業を展開している。

## 沿革
- 1989年2月 - 株式会社トーメンシンガポール支店 石油部が分離独立し、Toyomenka Petroleum (Singapore) Pte. Ltd.を設立（トーメンの100％子会社）。
- 1990年4月 - 社名をTomen Petroleum (Singapore) Pte. Ltd.に変更
- 2004年7月 - 株式の25％をトーメンから豊田通商へ譲渡。社名をTomen Toyota Tsusho Petroleum (Singapore) Pte. Ltd. に変更。
- 2006年4月 - 豊田通商の100%子会社となる。
- 2008年
  - 5月 - シンガポール港湾局（MPA）からバンカーオイルの供給ライセンスを取得。
  - 7月 - 社名をToyota Tsusho Petroleum Pte. Ltd. に変更。
  - 12月 - 上海駐在員事務所を開設。
- 2009年 - 9月及び12月に、シンガポールにて当時世界最大となる22,000dwtのバンカータンカー2隻の運航を開始。
- 2010年4月 - ロンドン支店設立。
- 2013年7月 - 米国に現地法人 Toyota Tsusho Petroleum USA Inc. を設立。

## 事業所
- シンガポール本社
  - 10 Shenton Way # 13-04/06 Mas Bldg., SINGAPORE 079117
- 東京支社
  - 〒108-0075
  - 東京都港区港南2丁目3番13号　品川フロントビル
- ロンドン支店
  - 6TH FLOOR, 88 WOOD STREET, LONDON EC2V 7DA, U.K.
- 上海駐在員事務所（SHANGHAI REPRESENTATIVE OFFICE）
  - #1202, No. 1196 Century Avenue, Century Link Tower 2, Pudong New District,Shanghai 200122, China
- 米国子会社（TOYOTA TSUSHO PETROLEUM USA INC.）
  - 17th floor, 805 3rd Ave, New York, NY 10022 U.S.A.